# Centrum Badań Nuklearnych Sorek
Centrum Badań Nuklearnych Sorek (hebr. המרכז למחקר גרעיני) – tajny rządowy ośrodek naukowy w Izraelu, w pobliżu miasta Jawne, rozwijający technologie w dziedzinie energetyki jądrowej. Funkcjonuje pod auspicjami Izraelskiej Komisji Energii Jądrowej (IAEC).
Ośrodek prowadzi badania naukowe w różnych dziedzinach nauk fizycznych. Rozwijane są technologie wszelkich rodzajów czujników, laserów, bezpieczeństwa nuklearnego i radiologicznego.
W ośrodku znajduje się reaktor jądrowy o mocy 5 MW, pochodzący z końca lat 50. XX wieku.